# Jan Böhmermann
Jan Böhmermann (* 23. února 1981, Brémy) je německý komik, satirik a televizní a rozhlasový moderátor. Mezinárodní pozornosti dosáhl především satirickým videem V for Varoufakis a tzv. Böhmermannovou aférou, kdy zesměšňoval tureckého prezidenta Recepa Tayyipa Erdoğana.

## Život
Jan Böhmermann se narodil a vyrůstal v Brémách. Zapsal se na studium historie, sociologie a divadelní vědy v Kolíně nad Rýnem, ale studium nedokončil. Neúspěšné byly i jeho snahy o studium herectví - tři školy jej odmítly a na čtvrtou nenastoupil. Začínal v roce 1997 jako sloupkař v brémských novinách Die Norddeutsche a od roku 1999 pracoval pro Radio Bremen, kde působil jako moderátor a autor komediálních příspěvků. Později působil v celostátních televizích, kde měl vlastní show.

## Böhmermannova aféra
V roce 2016 vystoupil ve svém satirickém pořadu Neo Magazin Royale v německé veřejnoprávní televizi ZDF s básní o tureckém prezidentovi Erdoğanovi (která obsahovala i smyšlené sexuální narážky),
kterou přednesl jako „příklad“, co by už byla nepřípustná a stíhatelná kritika.
Kvůli této básni bylo proti Böhmermannovi zavedeno trestní řízení podle § 103 německého trestního zákoníku, který do té doby zakazoval urážet zahraniční hlavy státu. Aféra vyvolala značnou mediální pozornost o svobodě médií a svobodě satiry a vedla ke zrušení zmiňovaného paragrafu. Böhmermann nebyl odsouzen.